# تایتان کمپانی
تایتان کمپانی (انگلیسی: Titan Company) شرکت کالای لوکس هندی است، که در سال ۱۹۸۴ تأسیس شد.